# (29932) 1999 JB46
A (29932) 1999 JB46 a Naprendszer kisbolygóövében található aszteroida. A LINEAR projekt keretében fedezték fel 1999. május 10-én.